# Castiarina turneri
Castiarina turneri es una especie de escarabajo del género Castiarina, familia Buprestidae. Fue descrita científicamente por Barker en 1983.
Esta especie se encuentra en Victoria y Nueva Gales del Sur.